# Allkpop
Allkpop (стилизация allkpop) — развлекательный новостной интернет-портал на английском языке, освещающий новости корейской музыкальной индустрии, в частности, стиля K-pop. Рейтинг Alexa Internet равен 3,575 Сайт был запущен 30 октября 2007 года компанией 6Theory Media; штаб-квартира расположена в Эджуотере (Нью-Джерси).
Allkpop является самым посещаемым новостным ресурсом о K-pop; среднее количество посетителей в месяц составляет 4 миллиона человек, на публикации с сайта ссылаются ведущие издания США и Европы. Издание The Korea Herald назвало Allkpop «самым быстрым новостным сайтом» о K-pop.
В 2010 году сайт Allkpop получил право вести онлайн-трансляции церемоний вручения премии Mnet Asian Music Awards, а позже запустил своё собственное мероприятие, призванное вручать ежегодные награды в K-pop индустрии — Allkpop Awards.